# Henrik 1. af Nassau-Siegen
Henrik 1. af Nassau-Siegen også kendt som Henrik 3. af Nassau (omkring 1270, død 1343) var greve af Nassau-Siegen fra 1303 til 1343. 

## Forældre
Henrik 1. var søn af Agnes af Leiningen og Otto 1. af Laurenburg-Nassau.

## Ægteskab og børn
Henrik 1. giftede sig med Adelheid af Heinsberg-Blankenberg.
Deres ældste søn Otto 2. af Nassau-Siegen blev greve af Nassau-Siegen og Nassau-Dillenburg. 